# Friedrich Endemann (Rechtswissenschaftler)

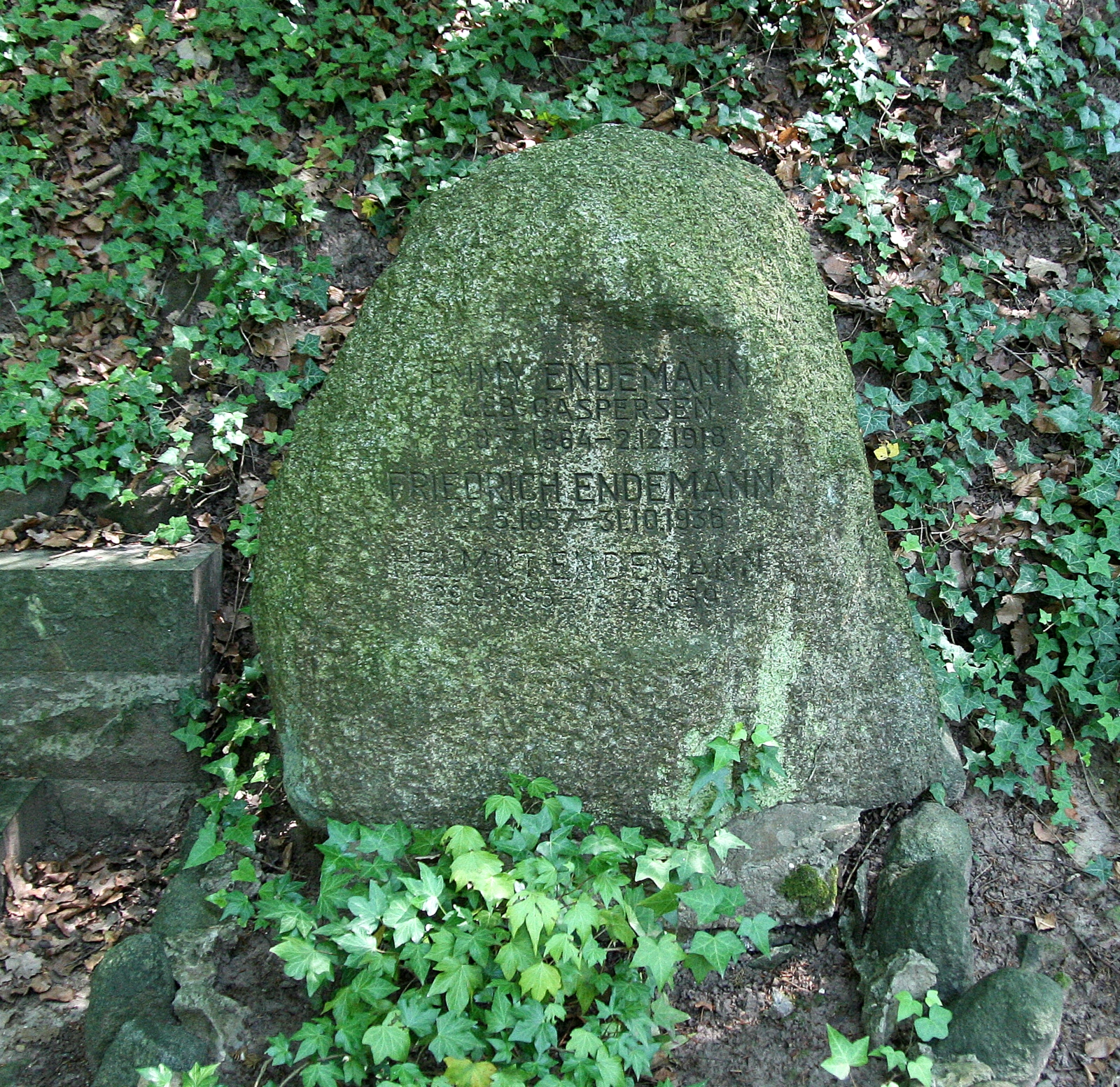
Grab von Friedrich Endemann, seiner Frau Emmy geb. Caspersen und dem Sohn Helmut auf dem Bergfriedhof (Heidelberg) in der Waldabteilung B

Friedrich Endemann (* 24. Mai 1857 in Fulda; † 31. Oktober 1936 in Heidelberg) war ein deutscher Rechtswissenschaftler.

## Leben
Als Sohn des späteren Universitätsprofessors Wilhelm Endemann besuchte Endemann das Beethoven-Gymnasium Bonn. Er studierte Rechtswissenschaft an den Universitäten Jena, Bonn und Berlin. Seit 1879 war er Mitglied des Corps Saxonia Jena. Als Einjährig-Freiwilliger diente er bei der Feldartillerie. 1880 legte Endemann in Köln das Referendarexamen ab. 1882 promovierte er an der Universität Bonn.
Seit 1886 Gerichtsassessor in Berlin, habilitierte er sich 1887 an der Friedrich-Wilhelms-Universität mit einer von Ernst Eck betreuten Arbeit, nachdem zuvor zwei andere Schriften wegen inhaltlicher oder methodischer Mängel abgelehnt worden waren. Bereits 1888, mit 31 Jahren, wurde er als a. o. Professor an die Albertus-Universität Königsberg berufen. Hier entstand das dreibändige Lehrbuch des Bürgerlichen Rechts.
1895 wurde Endemann als o. Professor für Römisches Recht an die Universität Halle berufen. Obwohl er als scharfsinniger und beliebter Lehrer galt, stand er im Schatten seines Vorgängers Max von Rümelin und seines Kollegen Rudolf Stammler.
1904 wechselte er auf den Lehrstuhl des verstorbenen Otto Karlowa an der Universität Heidelberg. Neben der ständigen Aktualisierung seines Lehrbuches befasste sich Endemann auch mit medizinischen und juristisch-psychiatrischen Grenzfragen. 1909 wurde er Ehrenmitglied der Heidelberger Akademie der Wissenschaften. 1917 verlieh ihm die medizinische Fakultät der Universität Heidelberg für seine wissenschaftlichen Arbeit auf dem Gebiet des Medizinrechts ehrenhalber den medizinischen Doktortitel. 1917/18 war er Prorektor der Heidelberger Universität. Im Jahr 1924 wurde Endemann emeritiert, unterrichtete als Emeritus aber noch weiter. Als solcher unterzeichnete er im März 1933 die Erklärung von 300 Hochschullehrern für Adolf Hitler, NSDAP-Mitglied wurde er aber nicht.

## Werke
- Einführung in das Studium des Bürgerlichen Gesetzbuches, 1893
- Die Rechtswirkungen der Ablehnung einer Operation seitens des körperlich Verletzten, 1893
- Die Entmündigung wegen Trunksucht und das Zwangsheilverfahren wegen Trunkfälligkeit, 1904 (Digitalisat)
- Lehrbuch des bürgerlichen Rechts, 3 Bände, 1896 (9. Auflage 1909)
- Erbrecht des Bürgerlichen Gesetzbuches, 1923
- Das Römische Privatrecht, 1925